# Rhein-Ruhr-Marathon
Der Rhein-Ruhr-Marathon ist eine Laufveranstaltung mit einem Marathon und einem Halbmarathon, der jedes Jahr im Juni in Duisburg ausgerichtet wird. Die erste Austragung war 1981. Er ist somit einer der ältesten Stadtmarathons Deutschlands. Ausgerichtet wird der Lauf vom Stadtsportbund Duisburg und dem LC Duisburg. Zum Wettbewerb gehören weiterhin ein Marathon für Inline-Skater und ein Marathon für Rollstuhl-Fahrer.

## Streckenverlauf

### Gemeinsame Strecke bis zum König-Heinrich-Platz
Der Start befindet sich auf der Kruppstraße im Sportpark Duisburg in der Nähe der Regattabahn im Stadtteil Neudorf. Von dort aus laufen die Teilnehmer bis zur Strausssiedlung, einer 1925 fertiggestellten Arbeitersiedlung und biegen dort links auf die Koloniestraße ein. Dort passieren die Läufer die Kirche St. Gabriel und biegen später in die Neue Fruchtstraße ein. Dort passieren sie den Hauptbahnhof und biegen dann links in die Landfermannstraße ein.
Kurz darauf passieren die Läufer das Landfermann-Gymnasium und direkt daneben das Merkur Casino. Anschließend erreichen sie die Mercatorhalle, eine Veranstaltungs- und Konzertstätte, die 2007 eröffnet wurde. Etwas später überqueren die Läufer den König-Heinrich-Platz, auf dem sich das im neoklassizistischen Stil erbaute Theater befindet. Ebenfalls dort passieren die Läufer den alten jüdischen Friedhof und die Liebfrauenkirche. An dieser Stelle biegen die Marathonläufer rechts in den Pulverweg ein, während die Läufer des Halbmarathons geradeaus weiterlaufen.

### Marathon führt durch Meiderich
Die Marathonstrecke zum Innenhafen und von dort über das Kasslerfeld und die Ruhr nach Ruhrort. Nach einer Schleife durch Meiderich geht es über die Friedrich-Ebert-Brücke auf das linke Ufer des Rheins. Von Alt-Homberg aus geht es dann nach Süden über Essenberg und Hochemmerich nach Rheinhausen. Über die Brücke der Solidarität geht es dann wieder über den Rhein nach Hochfeld, wo bei km 28 die Halbmarathonstrecke von Norden her einmündet.

### Halbmarathon führt durch Duisburg-Hochfeld
Die Strecke des Halbmarathons führt durch den Stadtteil Hochfeld. In der Gutenbergstraße passieren die Läufer das zukünftige Mercatorviertel, welche nach Gerhard Mercator benannt wurde, der dort sein Wohnsitz hatte. Von dort aus biegen die Läufer nach links in die Poststraße ein. Dort passieren die Läufer die Stadtbibliothek und die Königsgalerie. Später erreichen die Teilnehmer die Heerstraße, wo sie das Theater am Marientor und den Hauptsitz der Duisburger Verkehrsgesellschaft und der Duisburger Versorgungs- und Verkehrsgesellschaft passieren.
An der Pauluskirche biegen die Läufer nach links in die Karl-Jarres-Straße ein, wo sie wieder auf der gleichen Strecke wie die Läufer des Marathons laufen. Dort passieren die Läufer den Böninger Park. An der Kreuzung zur Johaniterstraße biegen die Teilnehmer des Inline-Skating-Marathons rechts ab, während die Läufer geradeaus weiter laufen und etwas später in die Düsseldorfer Straße einbiegen. Nachdem die Inline-Skater einen kurzen Abschnitt über die Johaniterstraße, vorbei am Evangelischen Krankenhaus Bethesda zu Duisburg gefahren sind, erreichen sie ebenfalls die Düsseldorfer Straße. Anschließend haben die Teilnehmer aller Disziplinen dieselbe Strecke zu absolvieren.

### Schleife durch Duisburg-Großenbaum
Auf der Düsseldorfer Straße passieren die Teilnehmer die Dickelsbachsiedlung, die erste von vier Fertighaussiedlungen in Duisburg. Hier befinden sich die Läufer bereits im Stadtteil Wanheimerort. Dort passieren die Teilnehmer, den neuen jüdischen Friedhof, der Teil des Waldfriedhofs in Duisburg ist. Kurz darauf erreichen die Teilnehmer den Stadtteil Buchholz, wo sie die Kirche St. Judas Thaddäus passieren.
Nun erreicht die Strecke im Stadtteil Großenbaum ihren südlichsten Punkt, von dem aus es wieder nach Norden geht. Hier führt die Strecke ein langes Stück an der Sechs-Seen-Platte von Duisburg vorbei. Dort passieren die Teilnehmer ebenfalls das BG Klinikum Duisburg. Etwas später führt die Strecke über den Fluss Wambach bzw. Dickelsbach. Jetzt führt die Strecke in den Stadtteil Wedau, wo sie an der Eisenbahner-Siedlung vorbeiführt. Kurz vor ihrem Ende passieren die Teilnehmer noch die Rheinlandhalle, wo die Füchse Duisburg, eine Eishockeymannschaft, ihre Heimspiele austrägt. Anschließend laufen die Teilnehmer in der Schauinsland-Reisen-Arena ein, wo der MSV Duisburg seine Heimspiele austrägt und sich der Zieleinlauf befindet.

## Geschichte
Als für das Jahr 1981 im Sportetat der Stadt Duisburg ein Restbetrag von 8000 DM zu vergeben war, meldete sich die Eintracht beherzt mit der Absicht, einen Marathon auf die Beine zu stellen. Mithilfe des Sponsors Thyssen Bautechnik gelang es, den Lauf als Stadtmarathon, der im Uhrzeigersinn durch zwölf Stadtteile führte, aufzuziehen – als zweiten in Deutschland überhaupt nach dem Frankfurt-Marathon, der im Frühling desselben Jahres Premiere hatte. Der damalige Oberbürgermeister Josef Krings gab persönlich im Sportpark Duisburg den Startschuss zur Erstlingsveranstaltung am 19. September 1981. Mit 385 Teilnehmern im Ziel blieb man zwar hinter Frankfurt und dem eine Woche später gestarteten Berlin-Marathon zurück, die jeweils über 3000 Teilnehmer verzeichneten, jedoch führte die positive Resonanz auf die Premiere dazu, dass auch in Duisburg ab 1983 vierstellige Teilnehmerzahlen zu verzeichnen waren.
1987 vergab der DLV seine Titelkämpfe nach Duisburg, sodass mit 3155 Läufern ein Finisherrekord erreicht wurde. Die Veranstaltung hatte nun jedoch ein solches Ausmaß angenommen, dass sie den ausrichtenden Verein Eintracht Duisburg an die Grenzen der Belastbarkeit brachte. Eine Entscheidung über die Zukunft des Laufs wurde verschoben, als Duisburg für das Jahr 1989 den Zuschlag für die Universiade bekam, deren Marathon im Rahmen des Rhein-Ruhr-Marathons ausgerichtet wurde; 1990 kam dann aber das vorläufige Aus.
1991 und 1992 wurde ein zweiter Anlauf unternommen, mit der Eintracht Duisburg als Ausrichter und der Duisburg Werbe- und Touristik GmbH, einer städtischen Tochter, als Veranstalter. Das Wettrennen mit weitaus größeren Stadtmarathons wie dem ebenfalls im September stattfindenden Berlin-Marathon war jedoch nicht zu gewinnen, und so zogen sich Ausrichter und Veranstalter endgültig zurück, so dass 1993 und 1994 abermals der Marathon ausfiel.
1995 wurde vom Stadtsportbund Duisburg e. V. und dem Lauf-Club Duisburg e. V., die auch heute noch den Lauf veranstalten, ein Neuanfang unternommen, bei dem ein breitensportlicher Ansatz verfolgt wurde. Die Richtung des Laufs wurde geändert, sodass er nun entgegen dem Uhrzeigersinn durch die Stadt führte, und der Termin wurde von Samstagnachmittag auf Sonntagmorgen verlegt.
2000 wurde der Inline-Skater-Wettbewerb ins Programm aufgenommen, 2002 folgte der Halbmarathon und der Rollstuhl-Marathon.
1987, 2000 und 2003 wurden im Rahmen des Rhein-Ruhr-Marathons die Deutschen Meisterschaften im Marathon durchgeführt.

## Statistik

### Streckenrekorde
- Männer: 2:14:33, Tibor Baier (HUN), 1989
- Frauen: 2:35:09, Irina Bogatschowa (URS), 1989

### Siegerlisten

#### Marathon

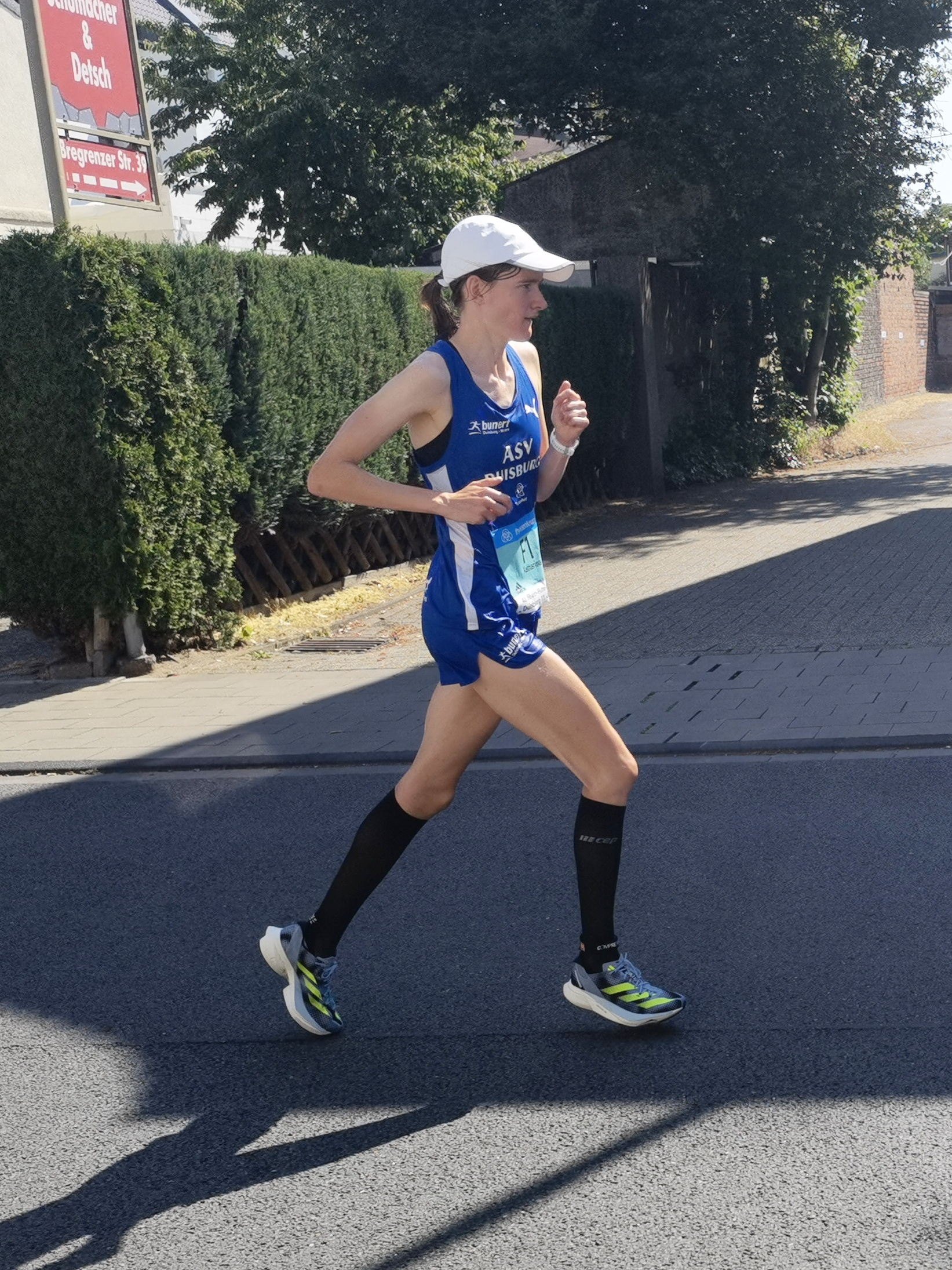
Katharina Wehr bei ihrem Sieg 2023

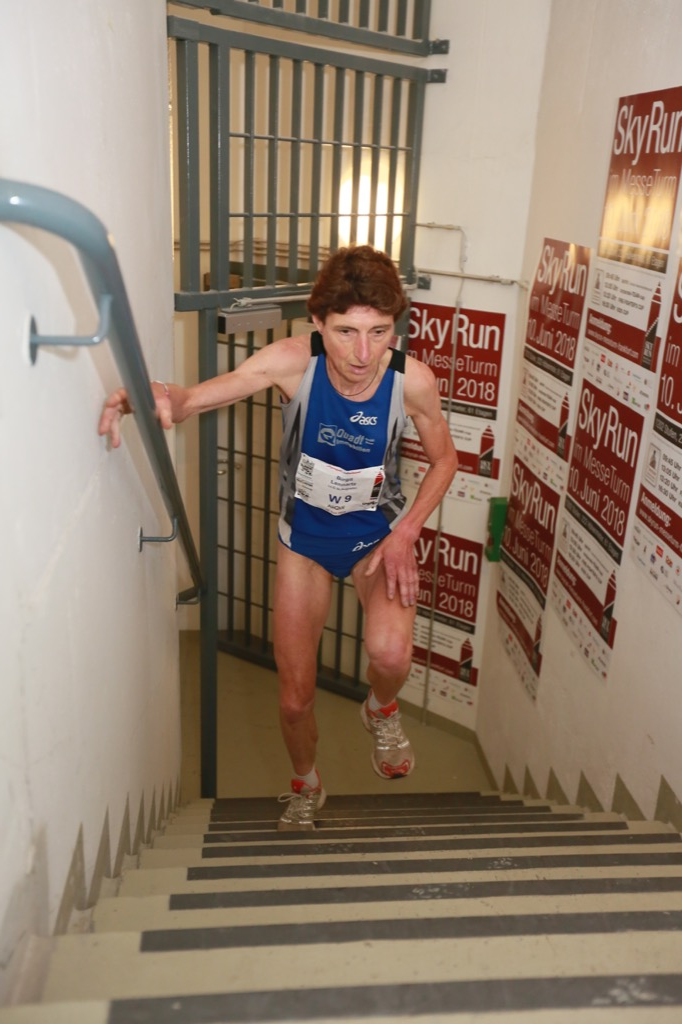
Birgit Lennartz-Lohrengel gewann den Marathonlauf viermal

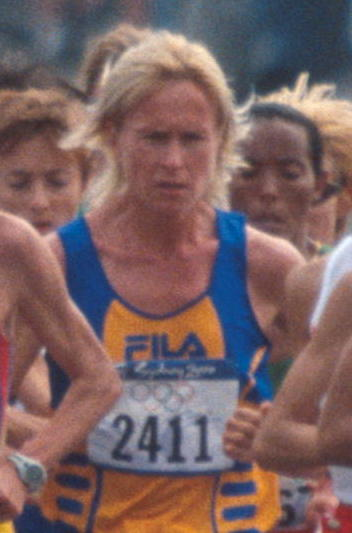
Irina Bogatschowa stellte den aktuellen Streckenrekord bei den World University Games 1989 auf.

| Jahr          | Männer                  | Zeit    | Frauen                  | Zeit    |
| ------------- | ----------------------- | ------- | ----------------------- | ------- |
| 18. Mai 2025  | Berno Hildebrand -2-    | 2:28:44 | Stephanie Breitkreutz   | 2:44:29 |
| 5. Mai 2024   | Berno Hildebrand        | 2:35:39 | Katharina Wehr -3-      | 2:56:42 |
| 11. Juni 2023 | Gabriel Barros          | 2:33:50 | Katharina Wehr -2-      | 3:00:28 |
| 12. Juni 2022 | Christoph Heesen        | 2:43:07 | Katharina Wehr          | 2:57:51 |
| 2. Juni 2019  | Nikki Johnstone -2-     | 2:29:48 | Annika Vössing -2-      | 2:57:10 |
| 3. Juni 2018  | Nikki Johnstone         | 2:28:42 | Annika Vössing          | 2:57:22 |
| 9. Juni 2017  | Karsten Kruck -3-       | 2:40:35 | Coco Wieland            | 3:08:02 |
| 5. Juni 2016  | Enrico Dietrich         | 2:37:29 | Karin Schank            | 2:58:38 |
| 7. Juni 2015  | Karsten Kruck -2-       | 2:33:22 | Birgit Hölscher         | 3:05:24 |
| 1. Juni 2014  | Christian Bröring       | 2:34:30 | Sandra Klein            | 2:48:12 |
| 9. Juni 2013  | Magnus Kreth -4-        | 2:36:44 | Vanessa Rösler          | 3:02:18 |
| 20. Mai 2012  | Samson Kosgei           | 2:32:03 | Dorothea Frei           | 2:56:41 |
| 29. Mai 2011  | Richard Ngolepus        | 2:30:28 | Silvia Krull            | 2:46:13 |
| 30. Mai 2010  | Magnus Kreth -3-        | 2:29:43 | Antje Möller -4-        | 2:58:41 |
| 7. Juni 2009  | Sascha Velten           | 2:32:16 | Marlies Meyer -2-       | 2:56:56 |
| 1. Juni 2008  | Magnus Kreth -2-        | 2:33:18 | Marlies Meyer           | 2:58:17 |
| 29. Apr. 2007 | Robert Jäkel            | 2:33:57 | Martina Schwanke        | 2:55:32 |
| 30. Apr. 2006 | Magnus Kreth            | 2:30:07 | Antje Möller -3-        | 2:56:30 |
| 5. Juni 2005  | Volker Dorn             | 2:35:12 | Antje Möller -2-        | 3:12:42 |
| 6. Juni 2004  | Karsten Kruck           | 2:35:23 | Ulrike Ewald            | 3:09:11 |
| 1. Juni 2003  | Michael Fietz           | 2:23:15 | Sylvia Renz             | 2:41:57 |
| 26. Mai 2002  | Salvatore Di Dio        | 2:27:10 | Alexandra Zaparty       | 3:08:40 |
| 27. Mai 2001  | Carsten Breidenbach -3- | 2:30:21 | Antje Möller            | 3:06:42 |
| 30. Apr. 2000 | Matthias Körner         | 2:20:04 | Ines Cronjäger          | 2:40:57 |
| 30. Mai 1999  | Winfried Spanaus -3-    | 2:32:12 | Heike Säger             | 2:58:11 |
| 24. Mai 1998  | Carsten Breidenbach -2- | 2:24:53 | Andrea Thieken          | 2:45:07 |
| 25. Mai 1997  | Carsten Breidenbach     | 2:27:13 | Svetlana Waack          | 2:57:12 |
| 22. Mai 1996  | Winfried Spanaus -2-    | 2:25:58 | Bärbel Halfmann -2-     | 2:56:09 |
| 17. Sep. 1995 | Winfried Spanaus        | 2:25:22 | Bärbel Halfmann         | 2:55:40 |
| 19. Sep. 1992 | Jean Weyts              | 2:20:39 | Olga Parljuk            | 2:38:30 |
| 21. Sep. 1991 | Thomas Eickmann         | 2:17:55 | Birgit Lennartz -4-     | 2:43:30 |
| 26. Aug. 1989 | Tibor Baier             | 2:14:33 | Irina Bogatschowa       | 2:35:09 |
| 24. Sep. 1988 | Jan Huruk               | 2:17:11 | Irena Hulanicka         | 2:47:23 |
| 26. Sep. 1987 | Régis Ancel             | 2:17:32 | Monika Lövenich         | 2:38:26 |
| 27. Sep. 1986 | Edi Kaul                | 2:18:18 | Gabriela Wolf           | 2:38:13 |
| 28. Sep. 1985 | Wiesław Dubiel -2-      | 2:17:34 | Bernadette Hudy         | 2:46:13 |
| 15. Sep. 1984 | Wiesław Dubiel          | 2:18:07 | Birgit Lennartz -3-     | 2:42:18 |
| 17. Sep. 1983 | Jean-Pierre Crochon     | 2:16:55 | Birgit Lennartz -2-     | 2:43:23 |
| 18. Sep. 1982 | Jerzy Kowol             | 2:21:16 | Birgit Lennartz         | 3:05:57 |
| 19. Sep. 1981 | Manfred Brucks          | 2:26:36 | Mary-Ann Christen-Meyer | 2:53:50 |

Quellen: Website des Veranstalters, ARRS

#### Halbmarathon

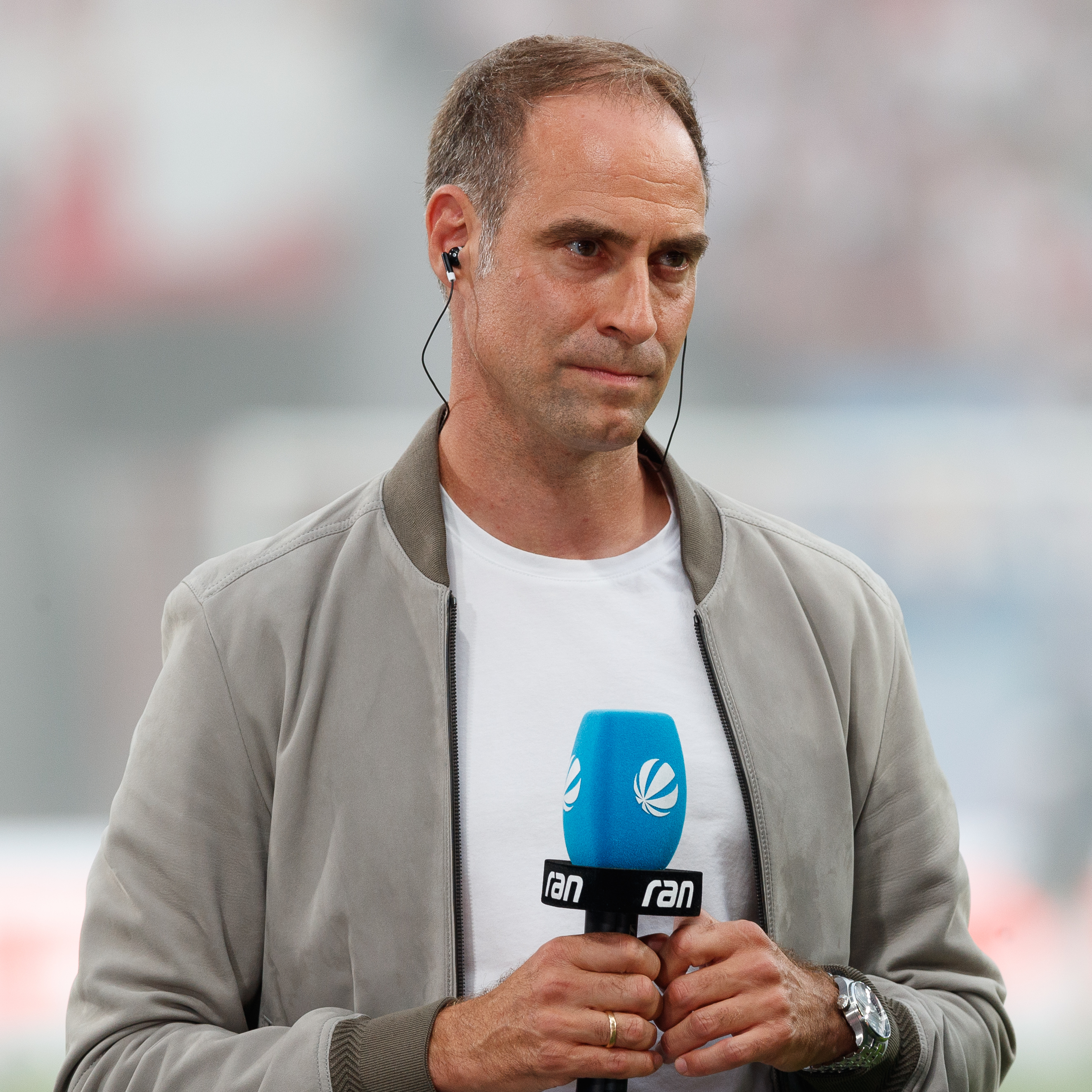
Oliver Mintzlaff gewann zwischen 2004 und 2007 dreimal den Halbmarathon.

| Jahr          | Männer               | Zeit    | Frauen                | Zeit    |
| ------------- | -------------------- | ------- | --------------------- | ------- |
| 18. Mai 2025  | Simon Bong           | 1:06:47 | Cara Zollenkopf       | 1:15:18 |
| 5. Mai 2024   | Hagen Bierlich       | 1:09:23 | Stephanie Breitkreutz | 1:18:10 |
| 11. Juni 2023 | Hagen Bierlich       | 1:09:53 | Myriam Van Roeden     | 1:23:20 |
| 2022          | Simon Bong           | 1:10:39 | Lisa Schreiner        | 1:22:48 |
| 2019          | Bernhard Deiß        | 1:15:26 | Michelle Rannacher    | 1:22:54 |
| 2018          | Sebastian Kestner    | 1:13:27 | Anke Esser            | 1:18:26 |
| 2017          | Matthias Büchel      | 1:16:42 | Nele Reike            | 1:24:53 |
| 2016          | Macek Miereczkes     | 1:13:18 | Angela Moesch         | 1:25:43 |
| 2015          | Karol Grunenberg -2- | 1:08:50 | Annika Gomell -2-     | 1:18:03 |
| 2014          | Karol Grunenberg     | 1:07:19 | Christl Dörschel      | 1:18:50 |
| 2013          | Tillmann Goltsch     | 1:13:56 | Annika Gomell         | 1:21:36 |
| 2012          | Sascha Dee           | 1:11:57 | Vanessa Rösler        | 1:26:02 |
| 2010          | Sören Kah            | 1:09:23 | Lisa Jaschke          | 1:20:02 |
| 2009          | Ulrich Benz          | 1:11:13 | Lisa Müller -4-       | 1:22:32 |
| 2008          | Boško Bjelajac       | 1:13:58 | Lisa Müller -3-       | 1:21:27 |
| 2007          | Oliver Mintzlaff -3- | 1:06:41 | Lisa Müller -2-       | 1:23:40 |
| 2006          | Oliver Mintzlaff -2- | 1:05:06 | Lisa Müller           | 1:24:52 |
| 2005          | Muharrem Yilmaz      | 1:13:15 | Svenja Jütte          | 1:24:21 |
| 2004          | Oliver Mintzlaff     | 1:06:51 | Ulrike Hoeltz         | 1:22:46 |
| 2003          | Moses Cheserek       | 1:08:13 | Rosemarie Kössler     | 1:22:31 |
| 2002          | Carsten Thoma        | 1:08:40 | Bärbel Halfmann       | 1:24:18 |

Quelle: Website des Veranstalters

#### Inlineskating

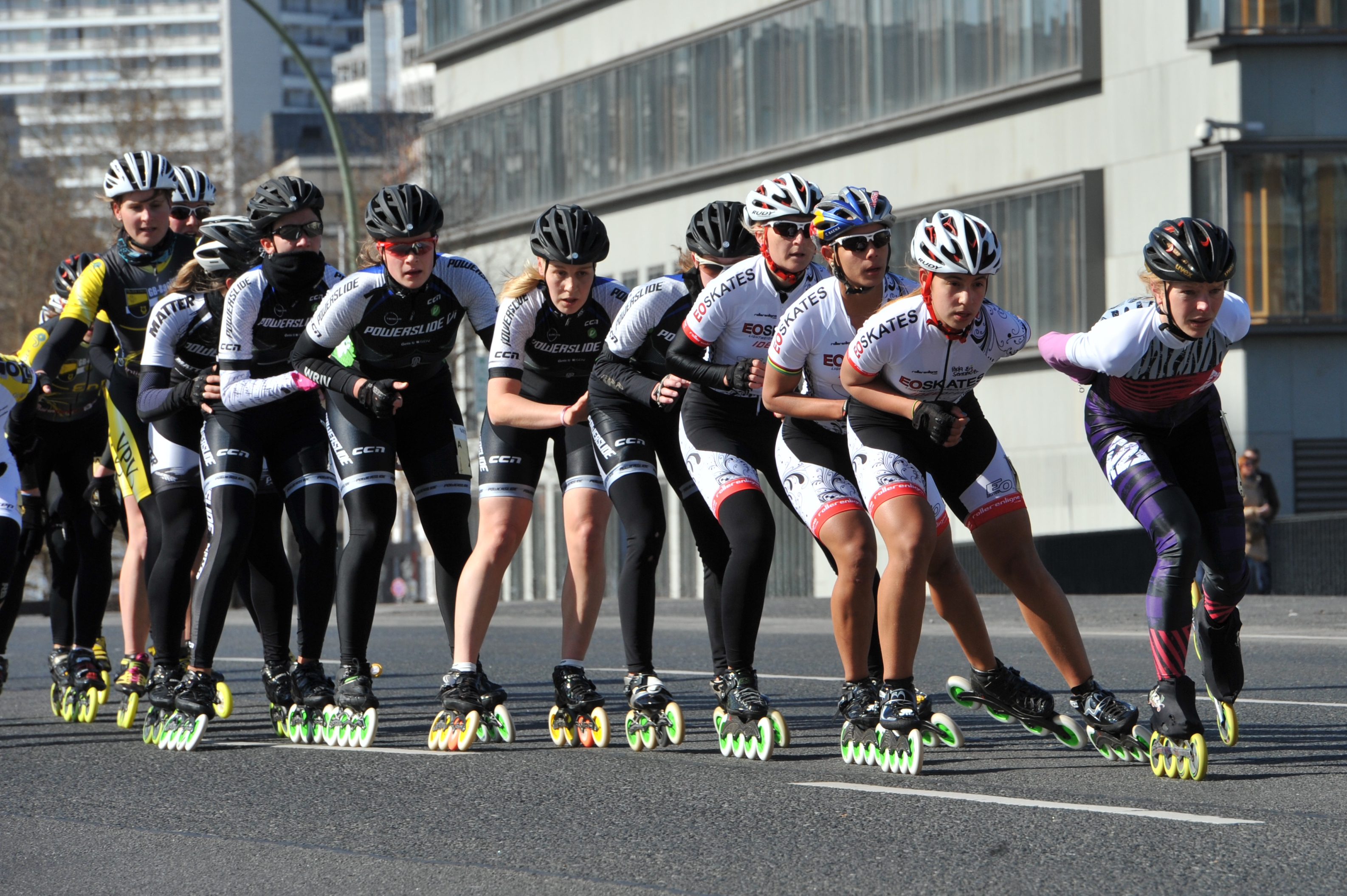
Katharina Rijhnen (7. von rechts) stellte im Jahr 2018 den Streckenrekord bei den Frauen auf. Ebenfalls auf dem Bild ist Katja Ulbrich (ganz links), die Siegerin von 2015.

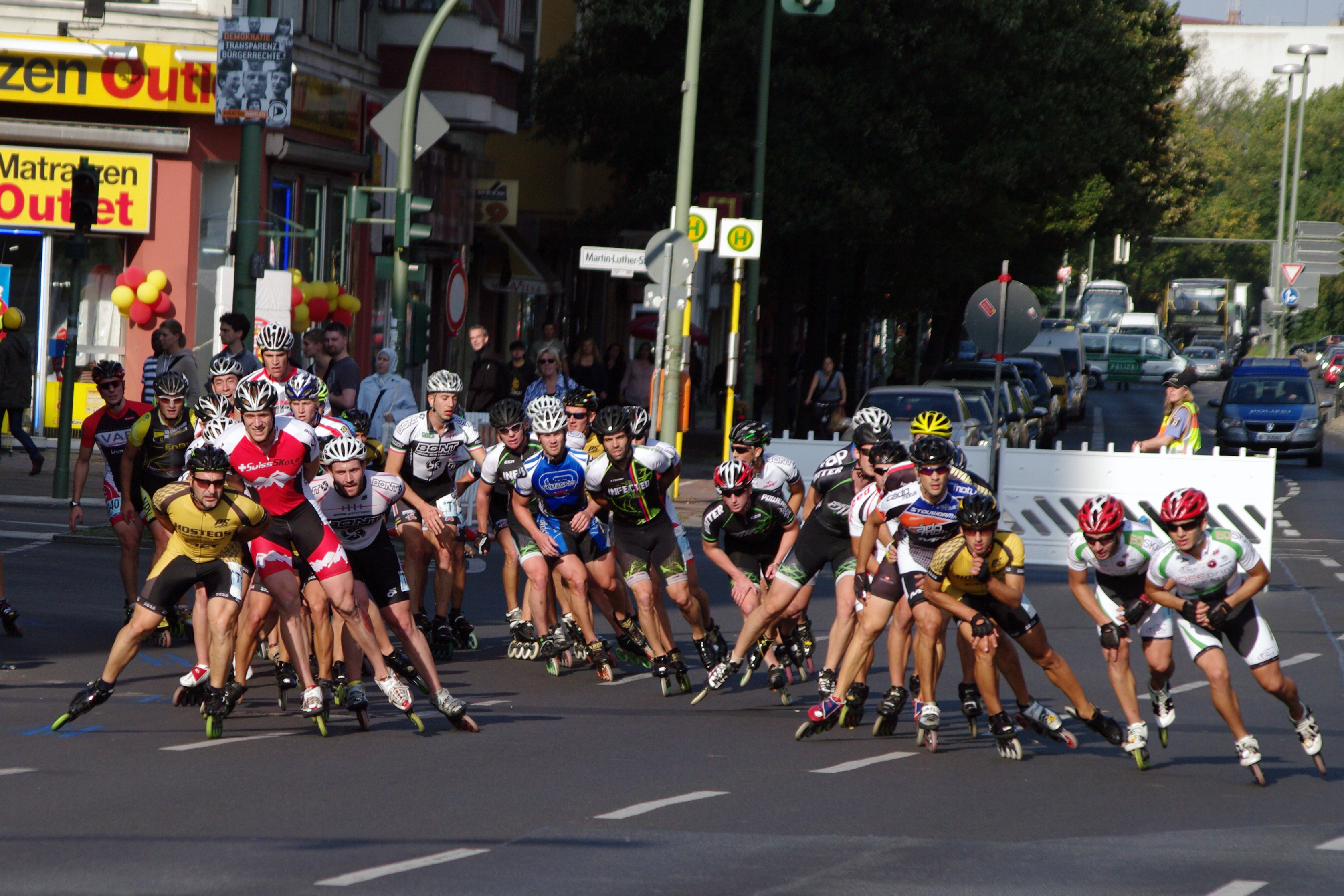
Giacomo Cuncu (ganz rechts) der Sieger aus dem Jahr 2016.

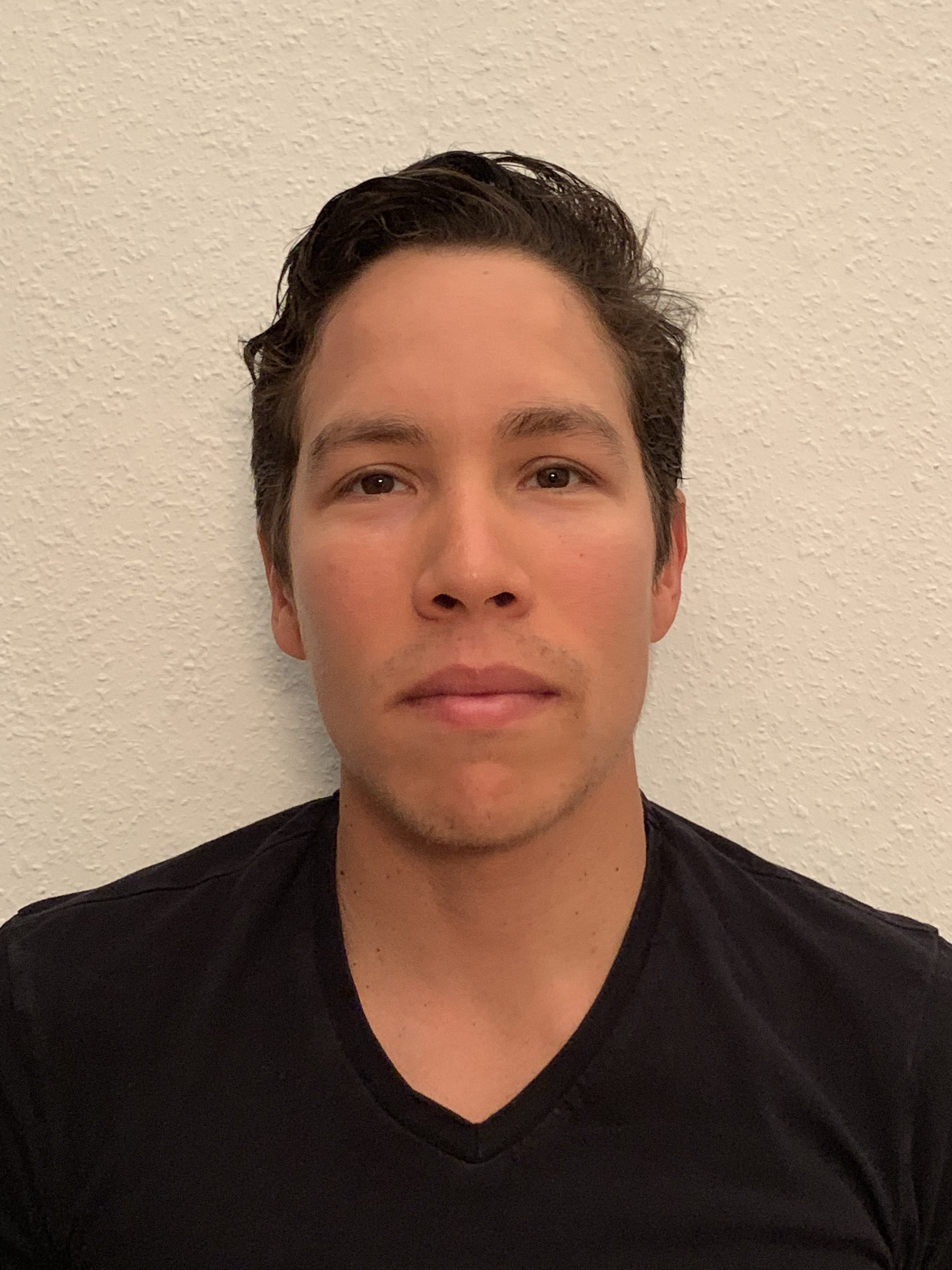
Alexander Bastidas gewann mehrmals die Inline-Wettbewerb.

| Jahr          | Männer             | Zeit    | Frauen                     | Zeit    |
| ------------- | ------------------ | ------- | -------------------------- | ------- |
| 18. Mai 2025  | Alexander Bastidas | 1:11:14 | Alina Kalisch              | 1:20:18 |
| 5. Mai 2024   | Alexander Bastidas | 1:15:44 | Alina Kalisch              | 1:26:24 |
| 11. Juni 2023 | Alexander Bastidas | 1:08:47 | Claudia Maria Henneken -4- | 1:18:18 |
| 2022          | Alexander Bastidas | 1:09:01 | Claudia Maria Henneken -3- | 1:20:31 |
| 2019          | Jordy Harink       | 1:05:54 | Claudia Maria Henneken -2- | 1:19:15 |
| 2018          | Alexander Bastidas | 1:08:15 | Katharina Rumpus           | 1:14:21 |
| 2017          | Markus Pape        | 1:08:39 | Dominique Lommers          | 1:24:20 |
| 2016          | Giacomo Cuncu      | 1:10:01 | Claudia Maria Henneken     | 1:23:21 |
| 2015          | Tobias Hecht       | 1:11:06 | Katja Ulbrich              | 1:18:58 |
| 2014          | Gerwin Smit        | 1:11:25 | Hilde Goovaerts -3-        | 1:18:57 |
| 2013          | Pascal Ramali -3-  | 1:21:23 | Hilde Goovaerts -2-        | 1:33:35 |
| 2012          | Pascal Ramali -2-  | 1:09:16 | Hilde Goovaerts            | 1:24:49 |
| 2011          | Pascal Ramali      | 1:09:56 | Sabrina Rossow -2-         | 1:24:03 |
| 2010          | Patrick Täubrecht  | 1:17:34 | Sabrina Rossow             | 1:28:23 |
| 2009          | Marcel Hild        | 1:13:42 | Silke Zimmermann           | 1:33:31 |
| 2008          | Sebastian Müller   | 1:14:21 | Sabine Berg                | 1:18:22 |
| 2007          | Jimmy Pierloot -3- | 1:12:25 | Jannita Spigt              | 1:22:07 |
| 2006          | Jimmy Pierloot -2- | 1:17:39 | Angeline Thomas -2-        | 1:28:16 |
| 2005          | Michael Byrne      | 1:15:56 | Angeline Thomas            | 1:22:14 |
| 2004          | Jimmy Pierloot     | 1:10:10 | Friederike Gehring -2-     | 1:24:06 |
| 2003          | Michael Kienzle    | 1:10:33 | Anja Decoster              | 1:15:02 |
| 2002          | Willem Hut         | 1:13:00 | Friederike Gehring         | 1:21:12 |
| 2001          | Daniel Junker      | 1:17:53 | Sonja Kolyn                | 1:23:08 |
| 2000          | Thomas Jung        | 1:19:45 | Anne Krieg                 | 1:27:59 |

Quelle: Website des Veranstalters

## Galerie

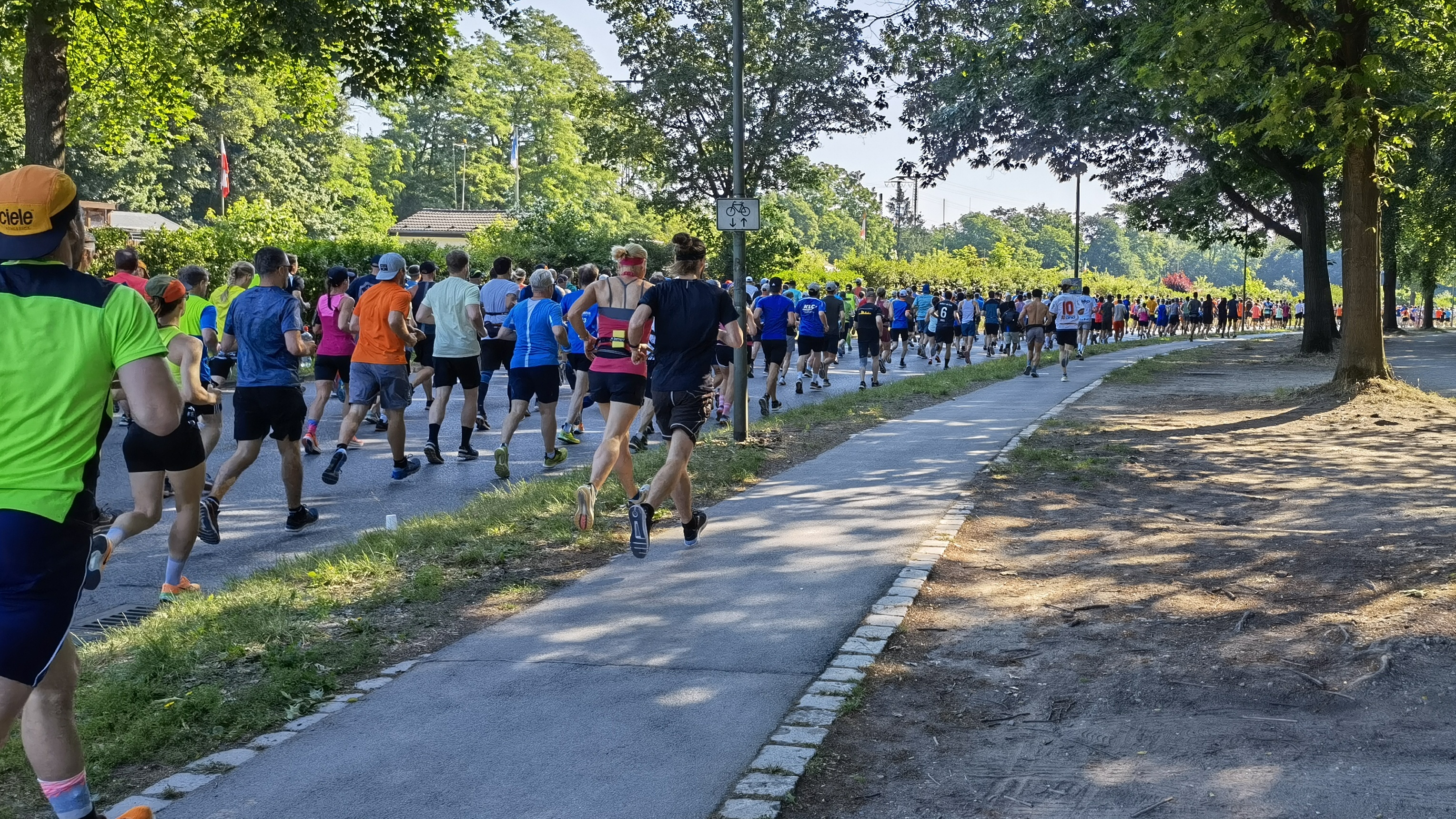
Kurz nach dem Start des Halbmarathons 2023
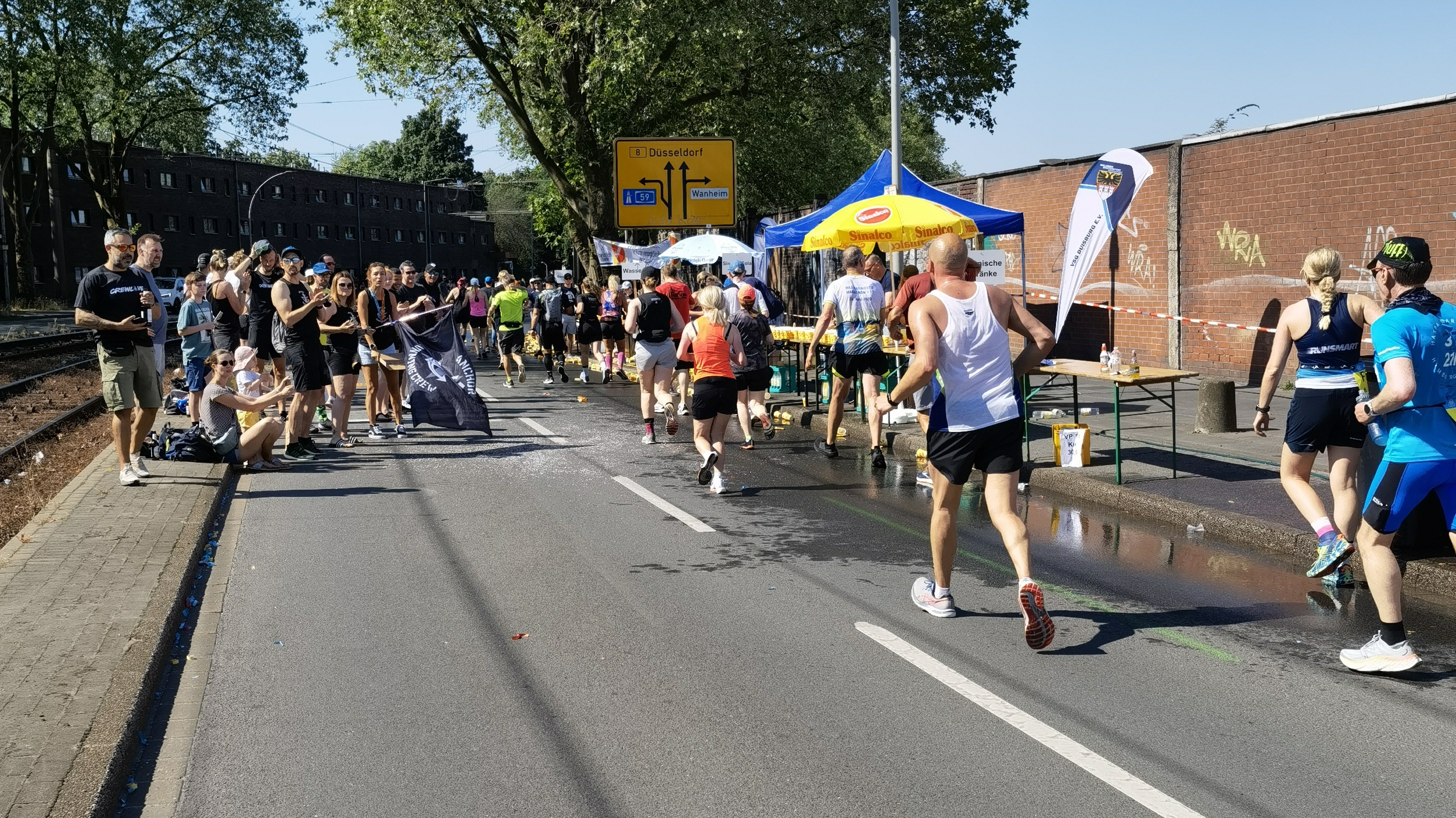
Verpflegungs- und Partypunkt mit der Anchor Running Crew Duisburg (links)
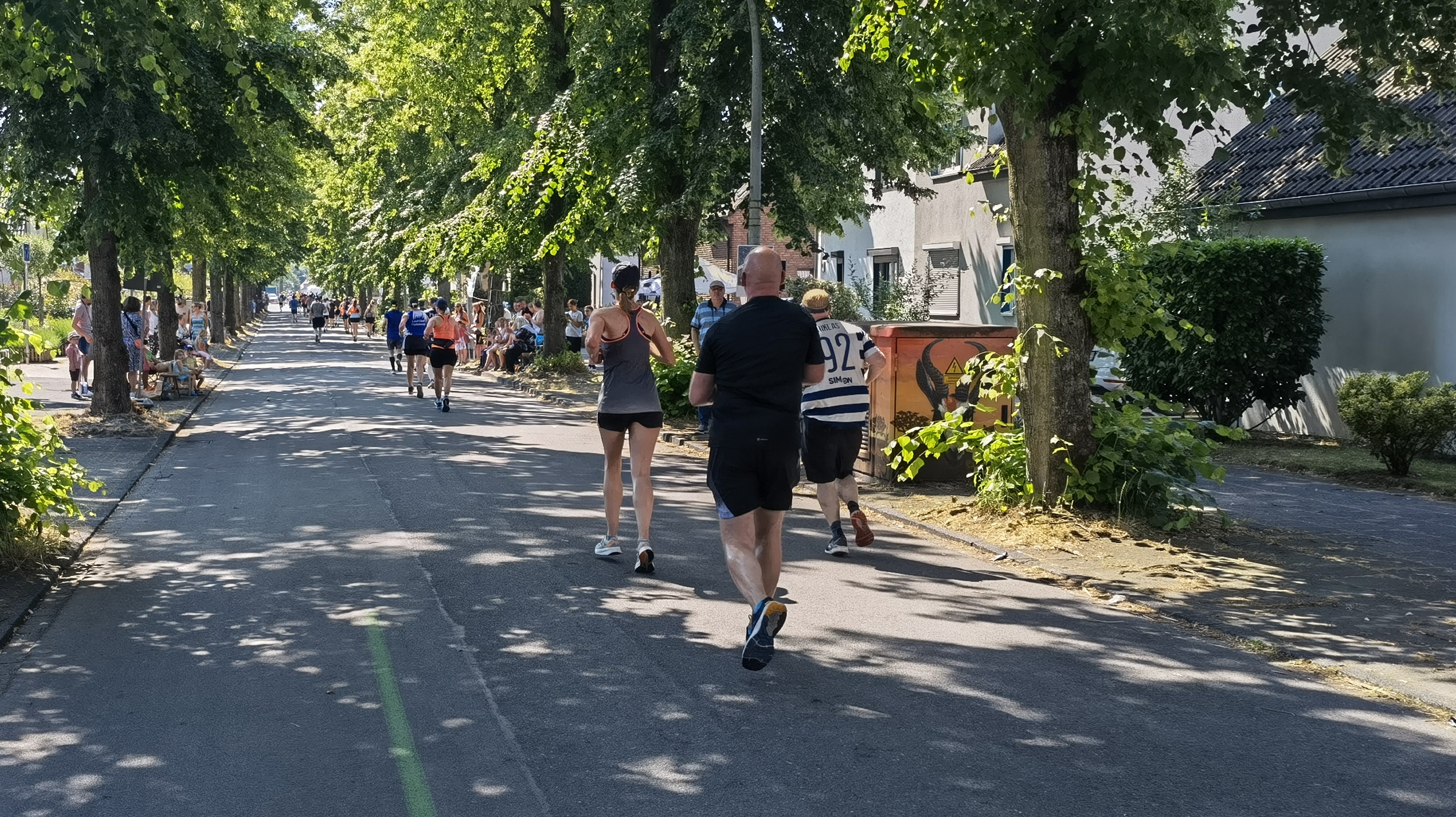
Läufer laufen auf einer Allee
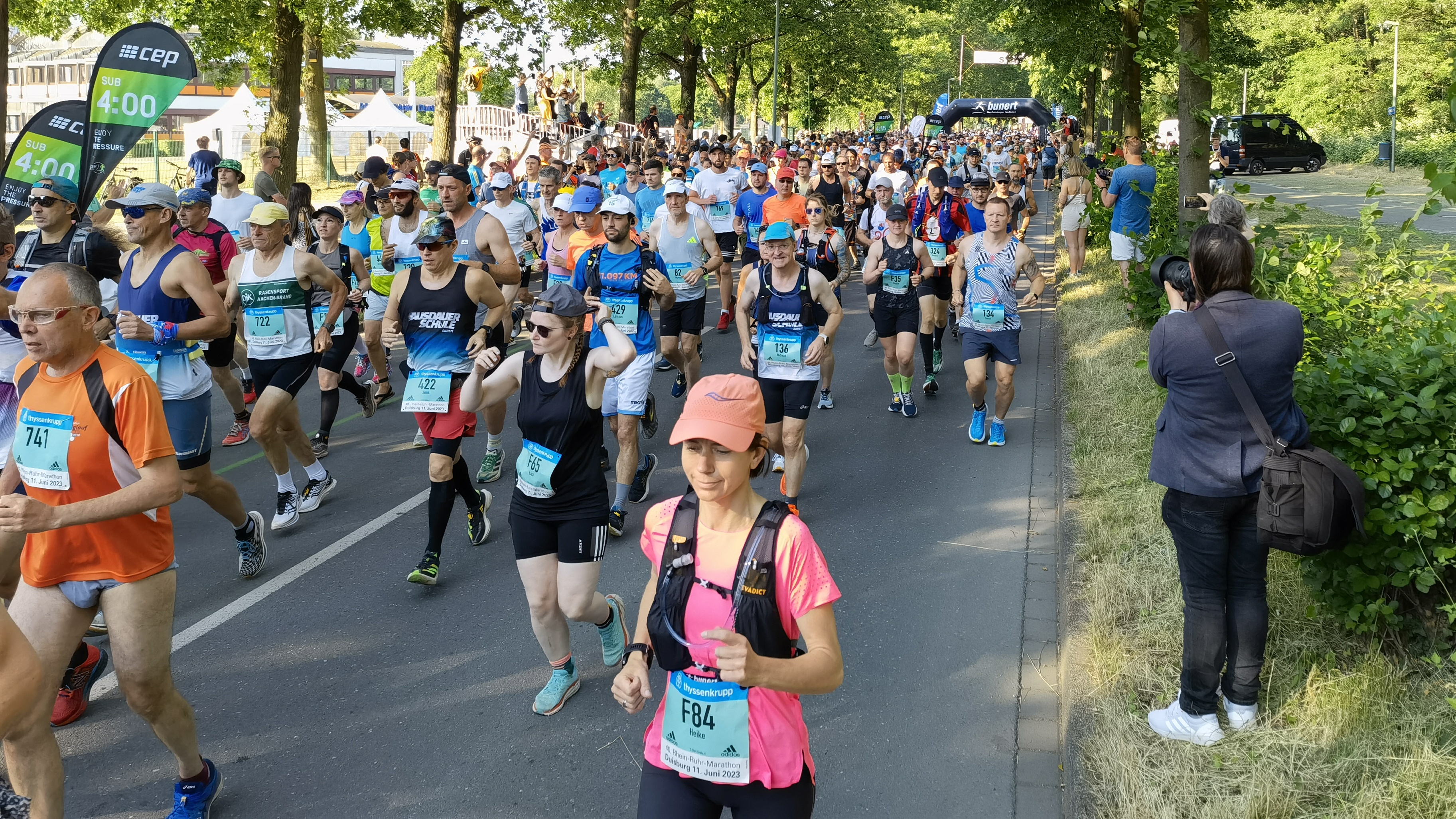
Kurz nach dem Start des Halbmarathons 2023